# Wahlen 1840
◄◄ | ◄ | 1836 | 1837 | 1838 | 1839 | Wahlen 1840 | 1841 | 1842 | 1844 | ► | ►►

Weitere Ereignisse
Die Liste der Wahlen 1840 umfasst Parlamentswahlen, Präsidentschaftswahlen, Referenden und sonstige Abstimmungen auf nationaler und subnationaler Ebene, die im Jahr 1840 weltweit abgehalten wurden.
Das damalige Wahlrecht entsprach typischerweise nicht den Wahlrechtsgrundsätzen der direkten, geheimen und gleichen Wahl. Zeittypisch waren oft nur kleine Teile der Bevölkerung wahlberechtigt, ein Frauenwahlrecht war nicht gegeben.

## Termine
| Land               | Datum              | Link zur Wahl 1840                                   | Link zur letzten Wahl | Bemerkung                               |
| ------------------ | ------------------ | ---------------------------------------------------- | --------------------- | --------------------------------------- |
| Sachsen-Altenburg  |                    | Wahl der Landschaft des Herzogtums Sachsen-Altenburg | 1836                  | Neuwahl eines Drittels der Abgeordneten |
| Vereinigte Staaten | ab dem 6. Juli     | Wahl zum Repräsentantenhaus der Vereinigten Staaten  | 1838                  |                                         |
| Vereinigte Staaten | 30. Okt. – 2. Dez. | Präsidentschaftswahl in den Vereinigten Staaten      | 1836                  |                                         |
| Vereinigte Staaten | 2.–4. Nov.         | Gouverneurswahl in New York                          | 1838                  |                                         |